# Победоносцев, Юрий Сергеевич
Ю́рий Серге́евич Победоно́сцев (20 августа 1910, Москва, Российская империя —18 января 1990, Москва, СССР ) — советский кинорежиссёр.

Снял такие фильмы, как «Мишка, Серёга и я», «Ох, уж эта Настя!», «Безбилетная пассажирка».

## Образование
С 1932 по 1938 годы учился в Московском институте химического машиностроения, с 1943 по 1950 годы — на режиссёрском факультете ВГИКа (мастерская С. А. Герасимова) (1950).

## Карьера
После окончания Московского института химического машиностроения Юрий Сергеевич работал инженером-механиком на Московском экспериментальном заводе пластических масс имени Фрунзе (1938—1942). Затем два года работал художником на киностудии «Союзмультфильм» (1942—1944). После окончания ВГИКа работал режиссёром на киностудии имени Горького (1951—1979). Первыми режиссёрскими работами Победоносцева были спектакли: «Три солдата» (1951, совместно с Ю. П. Егоровым), «Семейное счастье» (1952, по пьесе К. М. Симонова).
В 1958—1962 годах работал преподавателем на режиссёрской кафедре ВГИКа.
За свою жизнь Юрий Сергеевич Победоносцев снял около десятка фильмов, некоторые из них были удостоены кинонаград Советского Союза.
Ушёл из жизни 18 января 1990 года. Похоронен в Москве на Ваганьковском кладбище, участок № 26.

## Фильмография
| Год  | Название               | Роль                |
| ---- | ---------------------- | ------------------- |
| 1953 | Случай в тайге         | Режиссёр            |
| 1956 | Бёрезы в степи         | Режиссёр            |
| 1959 | Спасённое поколение    | Режиссёр            |
| 1961 | Мишка, Серёга и я      | Режиссёр            |
| 1968 | Тропы Алтая            | Режиссёр, Сценарист |
| 1969 | Орлята Чапая           | Режиссёр            |
| 1971 | Ох, уж эта Настя!      | Режиссёр            |
| 1975 | Честное волшебное      | Режиссёр            |
| 1978 | Безбилетная пассажирка | Режиссёр            |

## Призы и награды в кино
- 1972: Международный кинофестиваль в Панаме (Почётный диплом за фильм «Ох, уж эта Настя!»).
- 1973: Всесоюзный кинофестиваль (Приз и премия за лучший фильм для детей и юношества, фильм «Ох, уж эта Настя!»).